# سیریل گیمار
سیریل گیمار (فرانسوی: Cyrille Guimard‎؛ زادهٔ ۲۰ ژانویهٔ ۱۹۴۷) دوچرخه‌سوار اهل فرانسه است.
از باشگاه‌هایی که در آن رکاب زده‌است می‌توان به تیم دوچرخه‌سواری مرسیه و تیم دوچرخه‌سواری فلاندریا اشاره کرد.
وی در مسابقات کشوری و بین‌المللی در مجموع برندهٔ ۲ مدال برنز شده‌است.